# Schneckentürmchen
Das Schneckentürmchen, alternativ Schneckenturm genannt, ist ein Aussichtsturm in Kirchheimbolanden. Er steht unter Denkmalschutz.  

## Lage
Der Turm befindet sich im Stadtteil Schillerhain 45 Meter nördlich des Wartturms. In unmittelbarer Nachbarschaft stehen außerdem die Villa Michel, das Heilpädagogium Schillerhain, das Rehabilitationszentrum am Donnersberg der Evangelischen Heimstiftung Pfalz, zur Freizeitgestaltung das 1965 erstellte Jakob-Enders-Stadion mit Parkplatz sowie ein Skatepark und ein Beachvolleyballfeld. Am Sportplatz befindet sich auch ein Restaurant mit Biergarten, südöstlich außerdem noch einige Wohnhäuser.

## Bauweise
Statt einer Treppe führt ein spiralförmig ansteigender Zugang nach drei Umläufen auf eine 4,1 Meter hohe Betonplatte von 7,8 Meter Durchmesser zum mittig stehenden Aussichtspavillon. Dieser wurde als gründerzeitliches Belvedere errichtet. Der achteckige hölzerne Bau ist 7,4 Meter hoch, bietet innen fünf Holzbänke und ist mit einem schiefergedeckten Dach gekrönt.

## Geschichte
Das Schneckentürmchen wurde im Zeitraum von 1880 bis 1884 errichtet. Der Pavillon  wurde 1891 von den Brüdern Karl und Heinrich Giessen gestiftet. Außer dem Schneckentürmchen und dem Schillerdenkmal von 1951 sind keine der ursprünglichen Tempel, Pavillons oder Denkmale, die sich einst auf dem Schillerhain bestanden,  mehr vorhanden.